# Sphaerocaryum malaccense
Sphaerocaryum malaccense är en gräsart som först beskrevs av Carl Bernhard von Trinius, och fick sitt nu gällande namn av Pilg.. Sphaerocaryum malaccense ingår i släktet Sphaerocaryum och familjen gräs. Inga underarter finns listade i Catalogue of Life.